# Wine and Women (EP)

## Közreműködők
- ld.: Peace of Mind / Don't Say Goodbye és a Wine and Women / Follow the Wind kislemezeknél

## A lemez dalai
- Wine and Women (Barry Gibb) (1965), mono 2:52, ének: Barry Gibb, Robin Gibb
- Follow the Wind (Barry Gibb) (1965), mono 2:07, ének: Barry Gibb, Robin Gibb
- Peace of Mind (Barry Gibb) (1964), mono 2:20, ének: Barry Gibb
- Don't Say Goodbye (Barry Gibb) (1964), mono 2:23, ének: Barry Gibb